# Plac Józefa Piłsudskiego we Wrocławiu

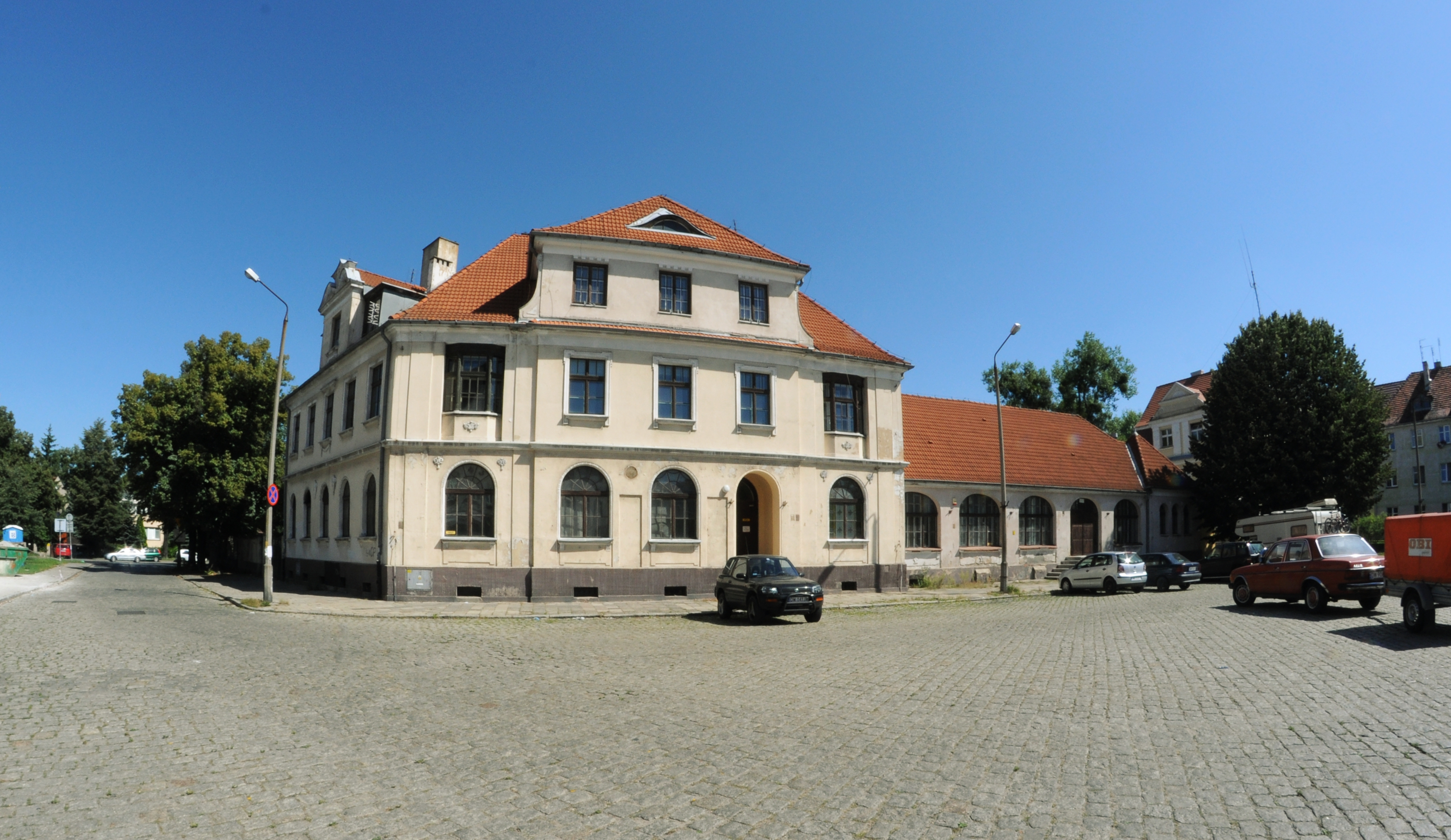
Pl. Piłsudskiego 2-4 (dawniej „Agora”)

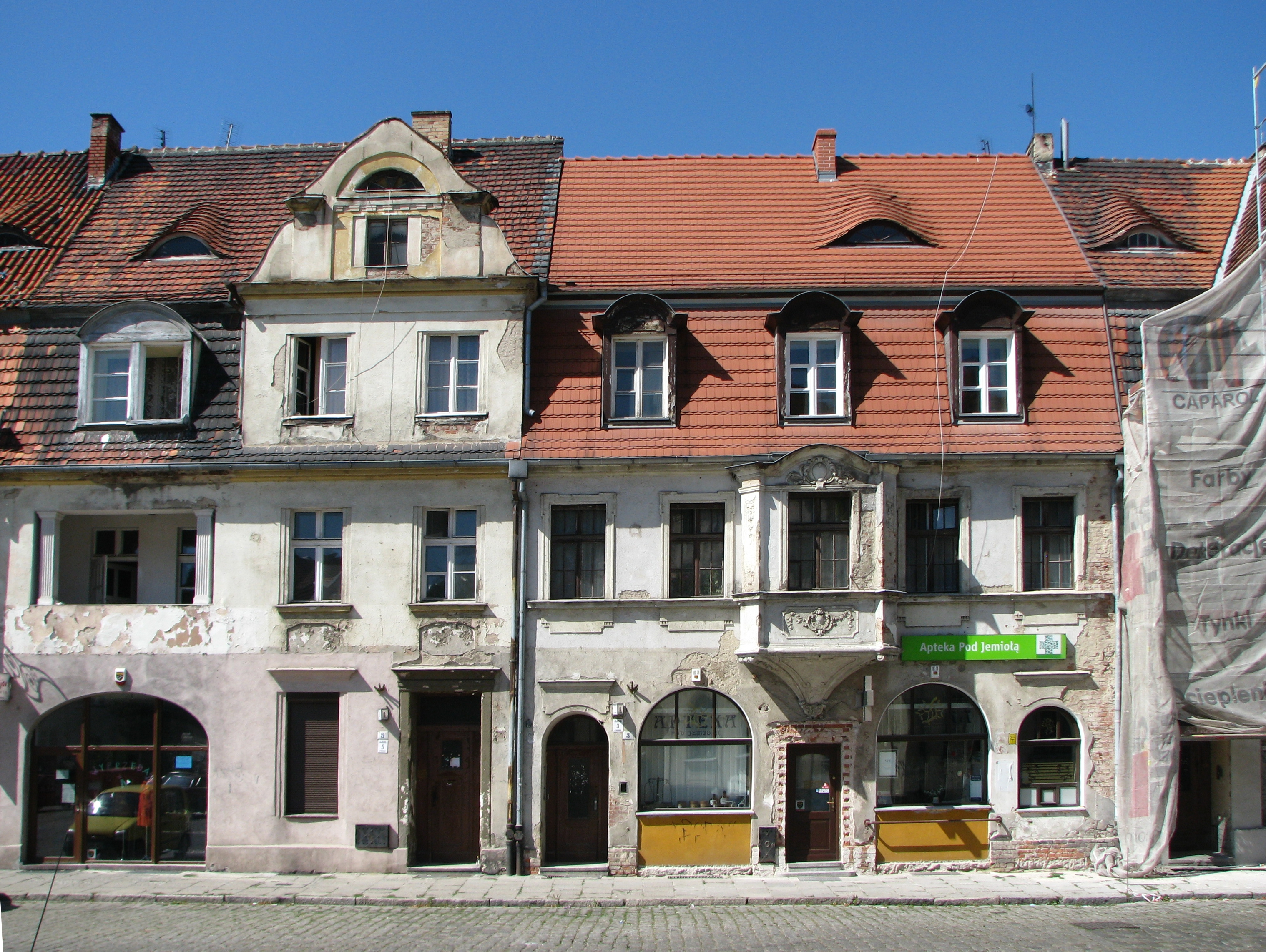
Pl. Piłsudskiego 3

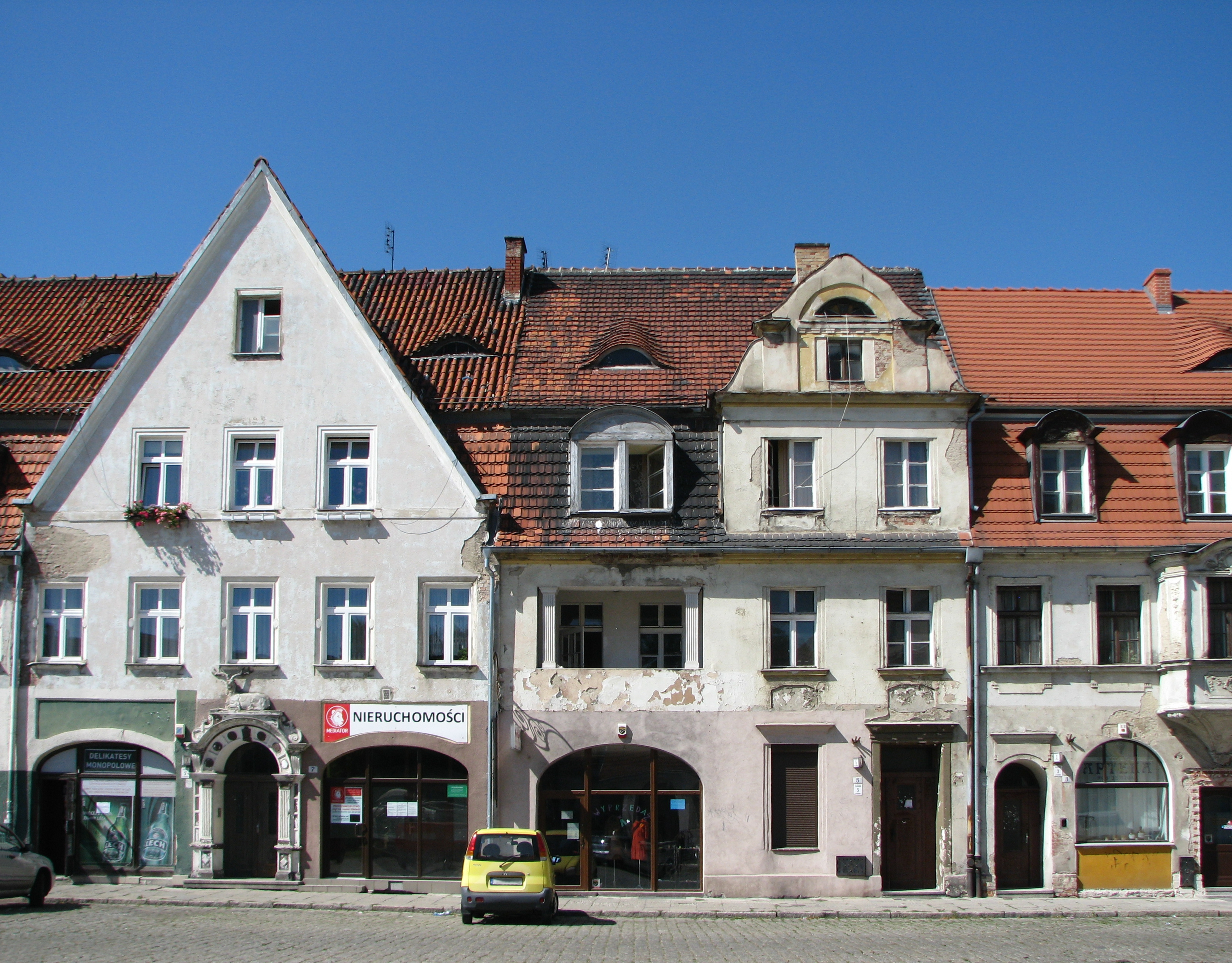
Pl. Piłsudskiego 5

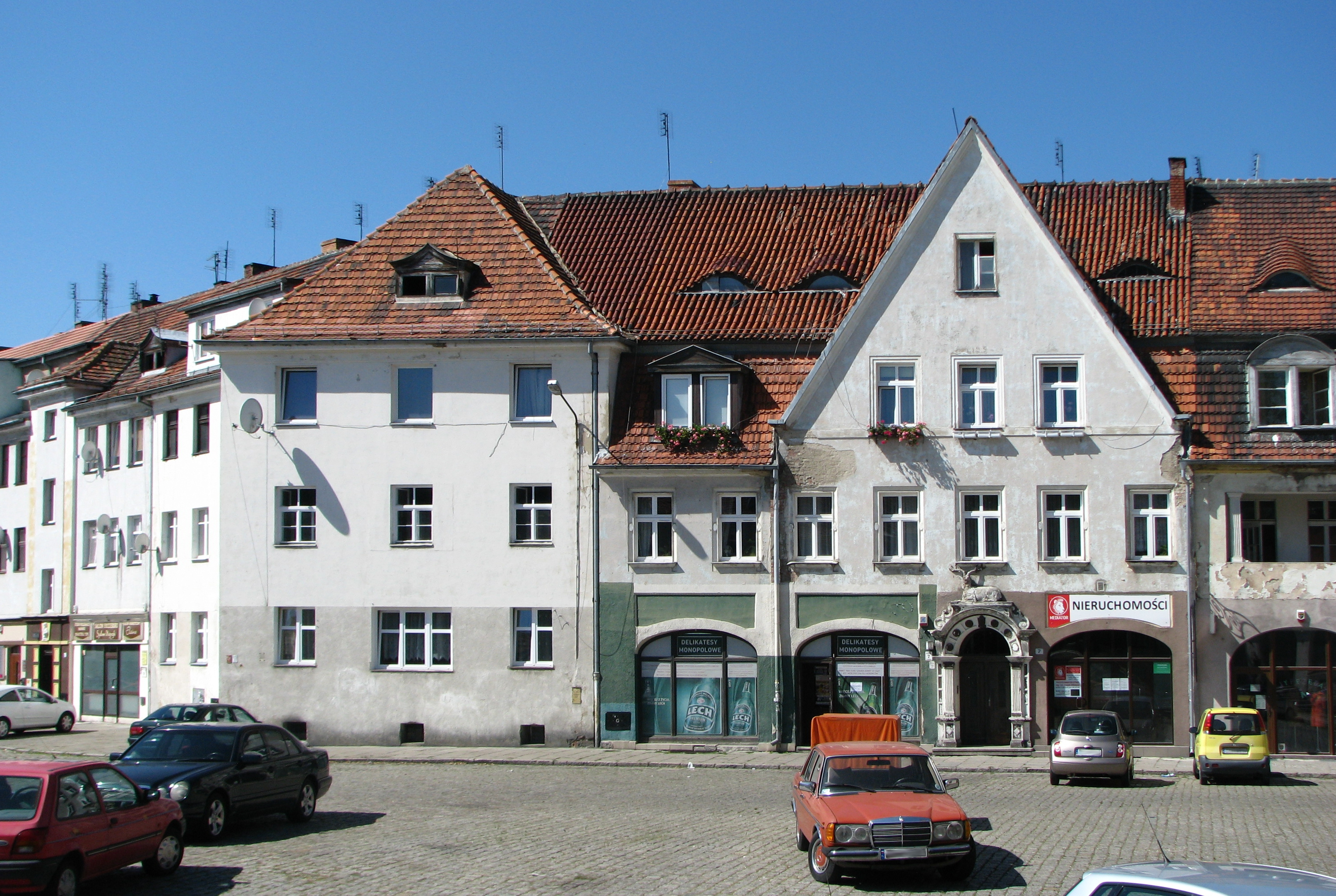
Pl. Piłsudskiego 7

Plac Józefa Piłsudskiego (Karlowitzer Markt, Am Markt, Pl. Żuławskiego, Pl. Gottwalda) – plac położony we Wrocławiu na osiedlu Karłowice-Różanka (Karlowitz, Carlowitrz). Stanowi główny plac osiedla zaprojektowanego i wybudowanego zgodnie z założeniami idei miasta ogrodu, które miało stanowić ekskluzywną dzielnicę Wrocławia.

## Historia
Realizację nowego osiedla budowanego zgodnie z ideami miasta-ogrodu rozpoczęto w tym obszarze w 1911 roku. W 1913 roku rozpisano konkurs architektoniczny na zaprojektowanie rynku dla nowo powstałego osiedla. W składzie jury znajdowali się: Hermann Muthesius, Hans Poelzig, W. Grosser, Paul Schmitthenner, Felix Henry. Pierwszą nagrodę zdobył W. Hoffmann z Wrocławia, jednakże ani jego projektu, ani innego konkursowego projektu, które nawiązywały do tradycji rynków średniowiecznych miasteczek śląskich, nie zrealizowano.
Całą zabudowę przy rynku wzniesiono w 2 etapach wg projektu Ericha Graua. Początkowo w 1914 roku powstało kilka domów ze sklepami oraz gospodą. Jej budynek został przebudowany w 1920 roku. Po wojnie mieścił się w nim utworzony w 1958 roku Osiedlowy Dom Kultury „Agora”  (przeniesiony do innej lokalizacji ). W 1926 roku Spółdzielnia Osiedlowa „Eichborngarten” uzupełniła zabudowę zwartymi ciągami niewysokich budynków mieszkalnych. Osiedle, jako ekskluzywna dzielnica, zostało przyłączone do miasta w 1928 roku.

## Nazwy placu
Plac w swojej historii nosił następujące nazwy:
- Karlowitzer Markt (do 1929)[1][3][7],
- Am Markt (1929–1945)[1][3][6] [7],
- Jerzego Żuławskiego (1945–25.03.1953 r.)[3][6] ,
- Klementa Gottwalda (25.03.1953–17.11.1989 r.)[1][3][6] ,
- Józefa Piłsudskiego[1][3][6] [7].

## Ulice
Plac położony jest we wnętrzu kwartału, o kształcie zbliżonym do trójkąta, ulic: Aleja Jana Kasprowicza, ulica Wacława Berenta i Aleja Tadeusza Boya-Żeleńskiego. Do placu przypisane są ulice o długości ok. 306 m. Plac połączony jest jezdnią z Aleją Jana Kasprowicza. Wybiega także z niego ulica Tadeusza Micińskiego do ulicy Wacława Berenta, oraz łącznik o długości 57 do Alei Tadeusza Boya-Żeleńskiego.

## Zabudowa i zagospodarowanie
Pierwsze budynki, które powstały wokół placu stanowiły domu mieszkalne ze sklepami. Powstała także gospoda, następnie przebudowana, następnie użytkowana na potrzeby domu kultury. Kolejne budynki Spółdzielni Osiedlowej „Eichborngarten”, które ostatecznie zamknęły zabudowę wokół placu ciągami prostych 3-kondygnacyjnych domów, z 2, 3 i 4 pokojowymi mieszkaniami, nadały temu placowi wyrazisty, zamknięty kształt. W otoczeniu tak ukształtowanej zabudowy urządzono wewnętrznych zieleniec. Plac ma kształt zbliżony do prostokąta, nieforemnego trapezu .
Budynek dawnej gospody, położony przy Placu Józefa Piłsudskiego 2 (2-4, z lat 1915–1920), został uznany za zabytek i wpisany do rejestru zabytków pod numerem A/2329/440/Wm dnia 22.12.1987 r. Również domy przy Placu Józefa Piłsudskiego 1, 3, 5 i 7, z 1914 roku, wspólnie z domem przy Alei Jana Kasprowicza 95, zostały wpisane do rejestru zabytków, pod nr A/2108/582/Wm, dnia 20.11.1998 r.
Istniał tu także pomnik ofiar I wojny światowej, później rozebrany – pozostał jedynie cokół ze schodami po obu jego stronach .
Swoją siedzibę w lokalu z nr. 6-8 ma Komisariat Policji Wrocław Psie Pole.